# Gompholobium ovatum
Gompholobium ovatum är en ärtväxtart som beskrevs av Meissner. Gompholobium ovatum ingår i släktet Gompholobium och familjen ärtväxter. Inga underarter finns listade i Catalogue of Life.